# دریاچه کریوویه
دریاچه کریوویه (انگلیسی: Krivoye Lake) یک دریاچه در استان چلیابینسک کشور روسیه است.